# Herman Rechberger
Herman Rechberger, född 14 februari 1947 i Linz i Österrike, död 11 januari 2022, var en österrikisk-finländsk kompositör.
Rechberger studerade i Linz till grafiker och kom 1970 till Finland, där han fick medborgarskap 1974. I Finland studerade han vid Sibelius-Akademin och avlade såväl diplom i gitarrspel som diplom i komposition 1976. På 1990-talet blev han intresserad av orientalisk musik och studerade arabisk musik i Tunisien. Han har sammanställt sina kunskaper i boken The rhythm in Arabic music. Efter detta fascinerades han av afrikansk musik och studerade även detta i Afrika, om vilket han skrev boken Rhythm in African music.
Rechberger har skrivit fem operor, fem symfonier och kring 200 andra verk för varierande uppsättningar.

### Uppslagsverk
- Rechberger, Herman i Uppslagsverket Finland (webbupplaga, 2012). CC-BY-SA 4.0